# تومي جونز (لاعب البولنغ)
تومي جونز (بالإنجليزية: Tommy Jones) هو لاعب البولنغ ‏ أمريكي، ولد في 2 نوفمبر 1978.